# Funäsfjällen
Funäsfjällen är ett fjällsportområde i västra Härjedalen.
Det består av orterna Funäsdalen, Ramundberget, Tänndalen, Bruksvallarna, Ljusnedal, Messlingen/Kappruet (Mittådalen), Tännäs och Fjällnäs. De flesta av dessa har alpina skidanläggningar.
Nordic Ski Center, ett av världens längsta spårsystem (300,1 kilometer preparerade spår, 450 kilometer rösade leder) för längdåkning, finns i Funäsfjällen. I Bruksvallarna finns längdanläggning med konstsnö.

## Fjälltoppar
I Funäsfjällen finns många berg och fjälltoppar, fjällens höjd varierar från lägre höjder till det högsta fjället Helags på 1796 m ö.h. Där finns även Sveriges sydligast glaciär. Fjällen i Funäsfjällen har formats och skulpterats av inlandsisen och det tjocka lager med snö och is som bildas under vintern. Detta har medfört avrundade toppar som lämpar sig bra för både vandring och skidåkning.

## Fjällanläggningar
Funäsfjällens skidorter består av Ramundberget, Kappruet, Tänndalen, Tänndalsvallen, Funäsdalsberget, Tännäskröket. Det finns totalt 28 släpliftar, sex stolliftar, en gondol som består av elva korgar.

### Funäsdalsberget
På Funäsdalsberget finns det 5 liftar, en gondol, två släpliftar, en stollift och en knapplift. Det finns 15 nedfarter, 5 blåa, 7 röda och 3 svarta. En av dem är Nol i egga som är Sveriges fjärde brantaste backe och har 40 graders lutning. Funäsberget är ett berg med mycket skog och klippor.

### Kappruet
Kappruet är en skidanläggning vid byn Messlingen i västra Härjedalen. Där finns totalt 7 pister, varav en är grön, en röd, en svart och fyra blåa. Den totala pistlängden är 4 km och är därmed den näst minsta skidanläggningen i Funäsfjällen.

### Ramundberget
Ramundberget har 10 liftar, två stolliftar, 6 släpliftar, två knappliftar och ett transportband. Där finns 42 nedfarter och 2 parker. Den högsta fallhöjden är 300 meter och den längsta backen är 1650 meter lång. För några år sedan användes bara natursnö som gjorde det mjukare i backarna men nu används även konstsnö.

### Tänndalen
År 1951 blev den första liften på Hamrafjället klar. Nuvarande anläggning ligger på motsatt sida och har 54 nedfarter och 13 liftar. Backarna är inte så jättebranta och skogen består mest av fjällbjörk. Tänndalen tillverkar konstsnö för att förlänga säsongen.

### Tännäskröket
1964 kom planerna på att bygga en slalombacke. Tännäs skidklubb sålde Tännäskröket år 1974 till Kullenbergs AB. 2004 öppnades Tännäskröket. Tännäskröket har 17 nedfarter och 5 liftar. Det finns två svarta pister, två gröna pister, sex blå pister och sju röda pister.

### Tänndalsvallen
Tänndalsvallen är den minsta skidanläggningen i Funäsfjällen och ligger strax innan Tänndalen. Det finns fem stycken nedfarter och en släplift. Det finns också en camping i direkt anslutning.